# Ib Friis
Ib Friis (12 de enero de 1945) es un botánico y fitogeógrafo danés.

## Biografía
Es investigador taxónomo en el "Instituto Biológico" de la "Universidad Aarhus" de Copenhague. Ha estudiado, entre otros, el género Boehmeria de la familia Urticaceae, en taxonomía de esas plantas vasculares, con énfasis de África y especialmente del Cuerno de África, fitogeografía y biodiversidad vegetal en África (incluyendo los florística de helechos de Etiopía) y la ecología de la vegetación africana, especialmente de bosques y sabanas. Otros temas de nomenclatura botánica y de historia de la botánica, especialmente los de las exploraciones botánicas de África. Ha hecho trabajos de campo, en Etiopía, Eritrea, Kenia, Uganda, Tanzania, Sudán, Somalia y Tailandia.
En 1970, se graduó en la Universidad de Copenhague en biología. En 1985 obtuvo su doctorado en la Universidad de Upsala con una tesis en África Tropical de Urticaceae y Moraceae. En 1992 se graduó en Copenhague con la tesis La flora de árboles forestales o África Tropical Nordeste (Etiopía, Yibuti y Somalia).
De 1970 a 1974 fue profesor asistente en el Departamento de Botánica de la Universidad de Copenhague. De 1974 a 1987 ocupó el cargo de profesor asociado. De 1987 a 1993 fue curador del Museo de Botánica. Desde 1993 es profesor allí. Es también director del herbario de plantas vasculares.
Friis es (co) autor de más de un centenar de artículos en revistas como Boletín de Kew, Nordic Journal of Botany y Willdenowia. Es (co) autor de más de cien nombres botánicos. Está involucrado en el proyecto "Flora of China", describiendo la familia Urticaceae. Junto con Paul Hulton y F. Nigel Hepper (1923-2013) es autor del libro Los dibujos de Luigi Balugani de plantas africanas desde 1991.

## Algunas publicaciones
- ib Friis. 2011. Botanical collecting activity in the area of the Flora of Ethiopia and Eritrea during the “motor period”. Symb. Bot. Ups. 35 (2) : 1-20

- ---------, s. Edwards. 2001. By whom and when was the flora of Ethiopia and Eritrea named? Bid. Skr. 54: 103-136. ISSN 0366-3612. ISBN 87-7876-246-4 En Biodiversity Research in the Horn of Africa Region: Proc. of the Third International Symposium on the Flora of Ethiopia and Eritrea at the Carlsberg Academy. Copenhague, 25-27 de agosto de 1999. Biologiske skrifter, ISSN 0366-3612 eds. Ib Friis, Olof Ryding. Ed. Kgl. Danske Videnskabernes Selskab, 439 pp. ISBN 8778762464, ISBN 9788778762467

- 1982. The identity of Rumicicarpus ramosissimus Chiov. (Tiliaceae). Nordic J. Bot. 2: 111—113

- 1982. The identity of Urera longifolia and U. oligoloba, a supplement to Chew's monograph of Laportea (Urticaceae). Nordic J. Bot. 2: 231—233

- 1982. The typification of Forsskaolea viridis Ehrenb. ex Webb (Urticaceae). Taxon 31: 727—729

- 1981. The taxonomy and distribution of Mimusops laurifolia (Sapotaceae). Kew Bull. 35: 785 - 792

- 1981. Notes on Somalian Sapindaceae. Kew Bull. 36: 139—141

- 1981. A synopsis of the genus Girardinia Gaud. (Urticaceae). Kew Bull. 36: 143—157

- 1981. James Bruce — en pioner i udforskningen af Afrikas planteverden. Naturens Verden 1981, 12: 404—412

- 1980. The authority and date of publication of the genus Casuarina (Casuarinaceae) and its type species. Taxon 29: 511—512

- 1979. The wild populations of Coffea arabica L. and the cultivated coffee. Proc. of the IXth Plenary Meeting of AETFAT: 63—68

- 1978. A reconsideration of the genera Monotheca and Spiniluma (Sapotaceae). Kew Bull. 33: 91—98

### Libros
- 2001. New Left Review 5. Globalización, políticas de bienestar e incremento. Vol. 5 de New Left Review. Contribuyó Royal Botanic Gardens, Kew, ed. Akal, 192 pp. ISBN 0112500056, ISBN 9780112500056

- 1981. Botanical collectors in Ethiopia. 95 pp. (Univ. of Copenhagen, cyclostyled)

## Honores

### Membresías
- 1990, de la Real Academia Danesa de Ciencia y Letras,[4] Pte. de Comisión de Seguridad, y Comité de Enlace
- Comité Nacional Danés de la Unión Internacional de Ciencias Biológicas
- Comité científico del Fondo Mundial para la Naturaleza de Dinamarca
- Comisión de Asuntos Exteriores de Dinamarca,
- Comité Permanente de las plantas de semillas de acuerdo con el Comité Internacional de la nomenclatura botánica
- Comité editorial «Flora de Etiopía y Eritrea»

### Eponimia
- (Aloaceae) Aloe friisiiSebsebe & M.G.Gilbert[5]

- (Malvaceae) Pavonia friisiiThulin & Vollesen[6]

- (Violaceae) Rinorea friisiiM.G.Gilbert[7]
- La abreviatura «Friis» se emplea para indicar a Ib Friis como autoridad en la descripción y clasificación científica de los vegetales.[8]

A enero de 2015 posee 149 registros IPNI de identificaciones y nombramientos de nuevas especies, publicando habitualmente en: Syst. & Geogr. Pl., Kew Bull., Brittonia, Austrobaileya, Nordic J. Bot., Webbia.